# جون ديفيز (لاعب كريكت بريطاني)
جون ديفيز (26 ديسمبر 1932 في المملكة المتحدة - ) (بالإنجليزية: John Davies)‏ هو لاعب كريكت بريطاني. لعب مع Dorset County Cricket Club ‏ ونادي مقاطعة شروبشاير للكريكت ‏ ونادي جامعة كامبريدج للكريكيت ‏.

## وصلات خارجية
- جون ديفيز على موقع إي آس بي آن كريك إنفو (الإنجليزية)